# 제프 마이어
요제프 디터 "제프" 마이어(독일어: Josef Dieter "Sepp" Maier, 1944년 2월 28일, 바이에른주 메텐 ~ )는 독일의 전직 축구 선수로 선수 시절 바이에른 뮌헨의 골키퍼로 활약했으며 그의 별명인 "안칭의 고양이"(Die Katze von Anzing)는 그의 빠른 반사신경에서 유래하였다.

## 선수 경력

### FC 바이에른 뮌헨
바이에른주 메텐 출신으로, 그는 프로선수 시절 FC 바이에른 뮌헨에서만 활약하였다. 1958년에 그는 바이에른 청소년팀에 합류하였다. 1970년대, 그는 프란츠 베켄바워, 한스게오르크 슈바르첸베크, 울리 회네스, 게르트 뮐러와 더불어 바이에른 전성기때의 일원으로 독일팀으로는 현재까지 유일하게 유러피언컵 3연패를 거두었다. 1966년과 1979년 사이, 그는 분데스리가 경기에 442번 연속 출장하였고, 이는 현재까지 독일 최다연속 출장기록이다.

### 국가대표팀
마이어는 4차례 FIFA 월드컵의 서독 국가대표팀 최종 엔트리에 이름을 올렸다. 잉글랜드에서 열린 1966년 FIFA 월드컵에서 그는 보루시아 도르트문트의 한스 틸코프스키에 밀려 한 경기도 출장하지 못하였다. 멕시코에서 열린 1970년 FIFA 월드컵에서 그는 논란이 없는 주전으로, 우루과이와의 3위 결정전을 제외한 모든 경기에 출장하였다. (3-4로 패한 이탈리아와의 준결승 희대의 명승부를 포함하여)
홈 안방에서 열린 1974년 FIFA 월드컵에서 그는 능력의 정점을 보였고, 프란츠 베켄바워, 베르티 포크츠, 게르트 뮐러, 파울 브라이트너와 더불어 전설적인 서독 국가대표팀의 수비 중추를 담당하였고 서독을 결승전까지 이끌어냈다. 마이어에게 제2의 고향으로 여겨진 뮌헨에서 열린 요한 크라위프가 이끄는 네덜란드와의 결승전에서, 서독은 2-1 승리를 거두고, 홈 안방에서 월드컵 우승을 거두었다.
4년 후, 아르헨티나에서 열린 월드컵에서, 그는 기량이 하락하였으나, 여전히 노쇠하지 않았음을 보였다. 그러나 서독은 이 대회에서 2라운드에 탈락하였다. 그 전에, 마이어는 UEFA 유로 1972를 우승하였고, UEFA 유로 1976에서 체코슬로바키아와의 결승전에 상대하였으나, 승부차기에서 패하였다. 그는 서독 국가대표팀 일원으로 95경기를 출전하였다.

## 은퇴 이후
마이어는 클럽과 국가대표팀 코치직을 역임하였고, 올리버 칸의 멘토로도 활약하였다. 2004년 10월, 그는 독일 대표팀 주전 골키퍼 자리로는 아스널 소속으로 뛰고 있던 옌스 레만보다 바이에른 뮌헨 소속으로 뛰고 있던 올리버 칸을 중용하여야 한다고 주장하며 위르겐 클린스만 감독과 언쟁을 벌인 뒤, 골키퍼 코치직에서 해임당하였다. 그는 이후에 바이에른 뮌헨에서 골키퍼 코치로 활동하다 2008년에 은퇴하였다.

## 사생활
그는 골키핑에서의 기량 외에도, 기다란 반바지와 비대한 장갑, 그리고 유머 감각으로도 알려져 있다. 그는 뮌헨 올림픽 스타디움에서의 경기에서 상대팀이 그의 골대를 위협할 가능성이 있음에도 지루함을 느꼈다. 그때, 오리가 피치에 난입하였고 마이어는 그 오리를 잡으려고 했었다.
2009년 6월, 그는 바이에른주 정부로부터 인생 달성상을 받았다.

## 출장 통계
| 클럽 경력 | 클럽 경력     | 클럽 경력    | 리그 | 리그 | 컵   | 컵   | 대륙 | 대륙 | 기타 | 기타 | 합계 | 합계 |
| 시즌      | 클럽          | 리그         | 출장 | 득점 | 출장 | 득점 | 출장 | 득점 | 출장 | 득점 | 출장 | 득점 |
| --------- | ------------- | ------------ | ---- | ---- | ---- | ---- | ---- | ---- | ---- | ---- | ---- | ---- |
| 1962–63   | 바이에른 뮌헨 | 오베르리가   | 4    | 0    |      |      | 1    | 0    |      |      | 5    | 0    |
| 1963–64   | 바이에른 뮌헨 | 레기오날리가 | 23   | 0    |      |      | 7    | 0    | 6    | 0    | 36   | 0    |
| 1964–65   | 바이에른 뮌헨 | 레기오날리가 | 36   | 0    |      |      |      |      | 6    | 0    | 42   | 0    |
| 1965-66   | 바이에른 뮌헨 | 분데스리가   | 31   | 0    | 6    | 0    |      |      |      |      | 37   | 0    |
| 1966-67   | 바이에른 뮌헨 | 분데스리가   | 34   | 0    | 5    | 0    | 9    | 0    |      |      | 48   | 0    |
| 1967-68   | 바이에른 뮌헨 | 분데스리가   | 34   | 0    | 4    | 0    | 8    | 0    |      |      | 46   | 0    |
| 1968-69   | 바이에른 뮌헨 | 분데스리가   | 34   | 0    | 6    | 0    |      |      |      |      | 40   | 0    |
| 1969-70   | 바이에른 뮌헨 | 분데스리가   | 34   | 0    | 3    | 0    | 2    | 0    |      |      | 39   | 0    |
| 1970-71   | 바이에른 뮌헨 | 분데스리가   | 34   | 0    | 7    | 0    | 8    | 0    |      |      | 49   | 0    |
| 1971-72   | 바이에른 뮌헨 | 분데스리가   | 34   | 0    | 5    | 0    | 8    | 0    |      |      | 47   | 0    |
| 1972-73   | 바이에른 뮌헨 | 분데스리가   | 34   | 0    | 5    | 0    | 5    | 0    | 3    | 0    | 47   | 0    |
| 1973-74   | 바이에른 뮌헨 | 분데스리가   | 34   | 0    | 4    | 0    | 10   | 0    |      |      | 48   | 0    |
| 1974-75   | 바이에른 뮌헨 | 분데스리가   | 34   | 0    | 3    | 0    | 7    | 0    |      |      | 44   | 0    |
| 1975-76   | 바이에른 뮌헨 | 분데스리가   | 34   | 0    | 7    | 0    | 9    | 0    | 2    | 0    | 52   | 0    |
| 1976-77   | 바이에른 뮌헨 | 분데스리가   | 34   | 0    | 4    | 0    | 6    | 0    | 4    | 0    | 48   | 0    |
| 1977-78   | 바이에른 뮌헨 | 분데스리가   | 34   | 0    | 3    | 0    | 6    | 0    |      |      | 43   | 0    |
| 1978-79   | 바이에른 뮌헨 | 분데스리가   | 34   | 0    | 1    | 0    |      |      |      |      | 35   | 0    |
| 1979-80   | 바이에른 뮌헨 | 분데스리가   | 0    | 0    | 0    | 0    |      |      |      |      | 0    | 0    |
| 경력 합계 | 경력 합계     | 경력 합계    | 536  | 0    | 63   | 0    | 86   | 0    | 21   | 0    | 706  | 0    |

## 수상

### 클럽
- 레지오날 리가 쉬트 : 1964-65
- 분데스리가 : 1968-69, 1971-72, 1972-73, 1973-74
- DFB-포칼 : 1965-66, 1966-67, 1968-69, 1970-71
- 유로피언컵 : 1973-74, 1974-75, 1975-76
- 유로피언컵 위너스컵 : 1966-67
- 인터컨티넨탈컵 : 1976

### 국가대표팀
- FIFA 월드컵 : 우승: (1974), 준우승 (1966), 3위 (1970)
- UEFA 유로 : 우승 (1972), 준우승 (1976)

### 개인
- 독일 올해의 축구 선수: 1975, 1977, 1978
- 키커 분데스리가 올해의 팀 : 1974-75
- 월드 사커 선정 역대 최고의 선수 100인
- 독일 세기의 골키퍼 : 1999
- 독일 스포츠 명예의 전당
- 원클럽맨 상 : 2017
- FIFA 100

## 같이 보기
- 원클럽맨 명단